# Asyut Petroleum
L'Asyut Petroleum (in arabo نادي بترول أسيوط‎?) è una società calcistica di Asyūṭ, Egitto. Milita nella seconda divisione del campionato nazionale.

## Palmarès

### Competizioni nazionali
- Seconda Divisione: 2

2005-2006 (gruppo A), 2007-2008 (gruppo A)

### Altri piazzamenti
- Coppa d'Egitto:

Semifinalista: 2008-2009

## Rosa 2009-2010
| N. |                    | Ruolo | Calciatore           |
| -- | ------------------ | ----- | -------------------- |
| 29 | Egitto (bandiera)  | P     | Naser Farouk         |
| 4  | Egitto (bandiera)  | D     | Mahmoud Abd El-Aty   |
| 8  | Egitto (bandiera)  | D     | Ahmed Ramadan        |
|    | Egitto (bandiera)  | D     | Mahmoud Ramadan      |
| 33 | Egitto (bandiera)  | D     | Fathi Mabrouk        |
| 24 | Camerun (bandiera) | D     | Mafinga Vital Slefri |
| 21 | Egitto (bandiera)  | D     | Atia Saber           |
| 14 | Egitto (bandiera)  | C     | Mashur Ahmed         |
| 5  | Egitto (bandiera)  | C     | Ahmed Sayed          |
| 29 | Egitto (bandiera)  | C     | Ghazaly Mohamed      |
| -  | Egitto (bandiera)  | C     | Bahaa Yousri         |

| N. |                    | Ruolo | Calciatore         |
| -- | ------------------ | ----- | ------------------ |
| -  | Egitto (bandiera)  | C     | Asraf Abdel Salaam |
| -  | Egitto (bandiera)  | C     | Hashim El-Desouqy  |
| -  | Egitto (bandiera)  | C     | Ahmed Ali          |
| 10 | Egitto (bandiera)  | A     | Samy Abu Zaid      |
| -  | Egitto (bandiera)  | A     | Amr Sobhy          |
| 11 | Egitto (bandiera)  | A     | Amr Shaltoot       |
| -  | Egitto (bandiera)  | A     | Ahmed Kamel        |
| 31 | Egitto (bandiera)  | D     | Sherif Hazem       |
| 32 | Nigeria (bandiera) | A     | Henry Achelli      |
| -  | Egitto (bandiera)  | P     | Sherif Medhat      |
| -  | Egitto (bandiera)  | P     | Yasser Qadry       |
| -  | Egitto (bandiera)  | A     | Said Mohsen        |
| -  | Egitto (bandiera)  | A     | Mohamed Aldbsi     |